# 流氓教授 (電視劇)
《流氓教授》是一部2001年所播映的台視八點檔大戲，每週一至週五的晚上八點於台視播放，全劇共63集。
此部電視劇是改編自林建隆教授的自傳小說《流氓教授》。

## 故事大綱

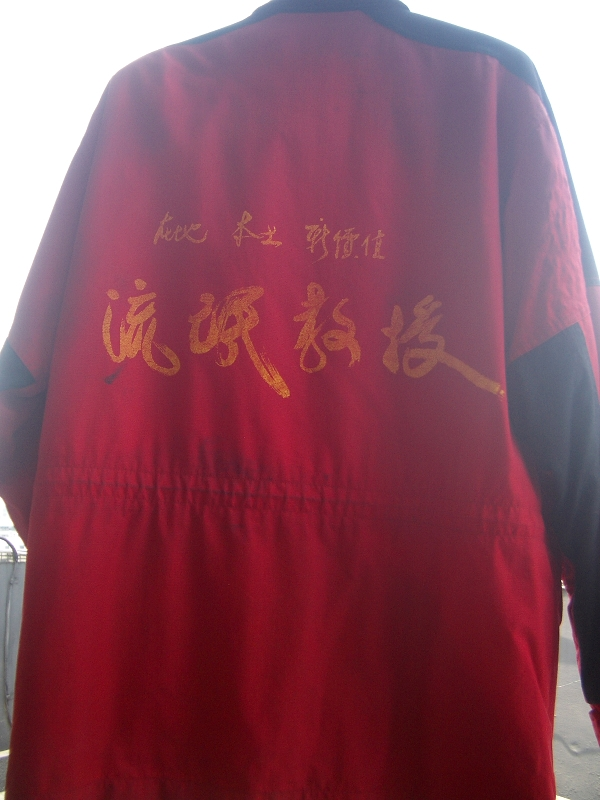
《流氓教授》工作服背面

出身在家庭環境困頓的林建隆，其父親是礦工，因一次意外使得其父親的左手手指被炸斷，使得林建隆的自卑感不禁油然而生，性情也漸漸地變得叛逆，最後因誤入歧途，使得被提報流氓進了管訓隊，然而在獄中也終於洗心革面、發憤念書，最後在獄中補足了高中的學歷，之後也考上了大學，最後出國留學。

## 演員陣容

### 林家
- 楊　烈 飾 林進發(溪 仔)
- 方文琳 飾 銀銅 (款　仔)
- 張文欽 飾 林文慶
- 盧　靚 飾 林阿靠
- 方　馨 飾 林寶釵
- 山田摩衣 飾 幼年林寶釵
- 陳　誼 飾 林阿咪/林阿面
- 王識賢 飾 林建隆
- 許定南 飾 童年林建隆
- 傅顯皓 飾 幼年林建隆
- 陳子強 飾 林建平
- 莊禎顥 飾 幼年林建平
- 郭恆瑜 飾 林建樹
- 林采欣 飾 林麗珠

### 廖家
- 廖　峻 飾 廖仁德（阿三）
- 吳佳珊 飾 鑽石 (芳　仔)

### 劉家
- 侯　傑 飾 劉　父
- 司馬鳳 飾 劉　母
- 周幼婷 飾 劉玉翠

### 丁家
- 葛　蕾 飾 丁媽媽
- 李興文 飾 丁台生
- 李厚豪 飾 少年丁台生
- 鄒少官 飾 丁台樂

### 黃家
- 談學斌 飾 黃　父
- 謝金燕 飾 黃錦鳳

### 賴家
- 劉榮凱 飾 賴　父
- 江　霞 飾 賴　母
- 馬國賢 飾 賴　哥
- 潘儀君 飾 賴妙淨

### 李家
- 郭靜純 飾 李阿敏/李招弟
- 蘇育賢 飾 李文龍

### 王家
- 秋乃華 飾 王　母
- 姜冠宏 飾 王仁俊

### 膨仔家
- 元　六 飾 膨　仔
- 鄭仲茵 飾 膨仔妻

### 其他角色
- 苗可麗 飾 老　師
- 吳　敏 飾 來嬸婆
- 詹麗梅 飾 姨　婆
- 游啟東 飾 吳　桑
- 六　月 飾 劉小麗
- 巫啟賢 飾 陸海德
- 小　馬 飾 蓋　仙
- 王　豪 飾 吳桐潭
- 鄭志偉 飾 阿　牛
- 陳文山 飾 阿　堂
- 丁力祺 飾 趙大東
- 馬力歐 飾 塗　哥
- 練昱廷 飾 臭屁賴
- 孟庭麗 飾 陳導師
- 德　馨 飾 淑　真
- 沈世朋 飾 周運台
- 章永華 飾 劉大清
- 李秉樺 飾 純　良
- 林義芳 飾 雄　哥
- 林嘉新 飾 阿　鐵
- 蘇炳憲 飾 阿　勇
- 陳　霆 飾 阿　憨
- 陸一龍 飾 連局長
- 顧冠忠 飾 總隊長
- 薛志正 飾 副隊長
- 夏靖庭 飾 大隊長
- 王彩樺 飾 七筒嫂
- 劉福助 飾 小　劉
- 許傑輝 飾 王友輝
- 連靜雯 飾 阿　英
- 楊懷民 飾 教誨師
- 黃建群 飾 班　長

### 客串角色
- 洪　流 飾 老禪師
- 澎恰恰 飾 患　者
- 許效舜 飾 患　者
- 柯一正 飾 柯正義
- 吳念真 飾 檢察官
- 謝志偉 飾 端木愷

## 主題曲
- 主題曲：愛到無命不知驚，作詞、作曲：吳嘉祥，主唱：王識賢
- 主題曲：男人的眼淚，作詞、作曲：流氓阿德，主唱：流氓阿德
- 主題曲：我有一句話，作詞：李岩修，作曲：徐嘉良，主唱：楊宗憲
- 插曲：無情的歌，作詞：李克明，作曲：徐嘉良，主唱：楊宗憲
- 插曲：思念，作詞：李岩修，作曲：徐嘉良，主唱：楊宗憲
- 插曲：注定孤單，作詞、作曲：張勇強，演唱：楊宗憲
- 插曲：腳踏車，作詞、作曲：劉清輝，主唱：王識賢
- 插曲：看看這個世界，作詞、作曲：流氓阿德 ，主唱：流氓阿德
- 插曲：頭擺的妳，作詞、作曲：陳永淘 ，主唱：陳永淘
- 插曲：大目新娘，作詞、作曲：陳永淘 ，主唱：陳永淘

## 獎項紀錄
| 頒獎典禮     | 獎項             | 名單           | 結果 |
| ------------ | ---------------- | -------------- | ---- |
| 第36屆金鐘獎 | 戲劇節目連續劇獎 |                | 提名 |
| 第36屆金鐘獎 | 連續劇男主角獎   | 王識賢         | 提名 |
| 第36屆金鐘獎 | 連續劇女主角獎   | 方文琳         | 提名 |
| 第36屆金鐘獎 | 連續劇男配角獎   | 李興文         | 提名 |
| 第36屆金鐘獎 | 連續劇男配角獎   | 廖峻           | 提名 |
| 第36屆金鐘獎 | 連續劇女配角獎   | 吳佳姍         | 提名 |
| 第36屆金鐘獎 | 連續劇編劇獎     | 黃志翔編劇小組 | 提名 |